# توم إيفيز
توم إيفيز (بالإنجليزية: Tom Eaves)‏ (14 يناير 1992 بليفربول في المملكة المتحدة - ) هو لاعب كرة قدم بريطاني في مركز الهجوم. لعب مع أولدهام أثلتيك وبولتون واندررز وشروزبري تاون ونادي بوري ونادي روذرهام يونايتد ويوفل تاون ونادي بريستول روفيرز.

## وصلات خارجية
- توم إيفيز على موقع قاعدة بيانات كرة القدم.إي يو (الإنجليزية)
- توم إيفيز على موقع Soccerbase.com (لاعب) (الإنجليزية)
- توم إيفيز على موقع Soccerway.com (الإنجليزية)
- توم إيفيز على موقع عالم كرة القدم.نت (الإنجليزية)